# Амарал, Фернанду
Фернанду Монтейру ду Амарал (порт. Fernando Monteiro do Amaral, 13 января 1925, Камбреш, Португалия — 26 января 2009, Ламегу, Португалия) — португальский государственный деятель, председатель Ассамблеи (парламента) Португалии (1984—1987).

## Биография
Окончил юридический факультет Лиссабонского университета.
Избирался председателем городского Совета Ламегу и поставщиком продовольственной компании Santa Casa da Misericórdia для Лиссабона.
Являлся депутатом Учредительного собрания и Ассамблеи (парламента) Португалии 1-6 созывов от Социал-демократической партии.
- январь-сентябрь 1981 г. — министр внутренних дел,
- 1981—1982 гг. — заместитель министра премьер-министра по вопросам взаимодействия с парламентом,
- 1983—1984 гг. — заместитель председателя,
- 1984—1987 гг. — председатель Ассамблеи Португалии. Одновременно являлся членом Государственного совета,
- 1987—1989 гг. — заместитель председателя Парламентской ассамблеи Совета Европы.